# العلاقات الإندونيسية اللاتفية
العلاقات الإندونيسية اللاتفية هي العلاقات الثنائية التي تجمع بين إندونيسيا ولاتفيا.

## مقارنة بين البلدين
هذه مقارنة عامة ومرجعية للدولتين:
| وجه المقارنة                                              | إندونيسيا         | لاتفيا                                             |
| --------------------------------------------------------- | ----------------- | -------------------------------------------------- |
| المساحة (كم2)                                             | 1.90 مليون        | 64.59 ألف                                          |
| عدد السكان (نسمة)                                         | 263.99 مليون      | 1.93 مليون                                         |
| الكثافة السكانية (ن./كم²)                                 | 138.94            | 29.88                                              |
| العاصمة                                                   | جاكرتا            | ريغا                                               |
| اللغة الرسمية                                             | اللغة الإندونيسية | اللغة اللاتفية                                     |
| العملة                                                    | روبية إندونيسية   | يورو، لاتس لاتفي، الروبل اللاتفي ‏، الروبل اللاتفي ‏ |
| الناتج المحلي الإجمالي (بليون دولار)                      | 1.02 تريليون      | 30.26 مليار                                        |
| الناتج المحلي الإجمالي (تعادل القوة الشرائية) بليون دولار | 2.85 تريليون      | 49.24 مليار                                        |
| الناتج المحلي الإجمالي الاسمي للفرد دولار أمريكي          | 3.35 ألف          | 14.06 ألف                                          |
| الناتج المحلي الإجمالي للفرد دولار أمريكي                 | 10.52 ألف         | 23.55 ألف                                          |
| مؤشر التنمية البشرية                                      | 0.684             | 0.819                                              |
| رمز المكالمات الدولي                                      | +62               | +371                                               |
| رمز الإنترنت                                              | .id               | .lv                                                |
| المنطقة الزمنية                                           |                   | ت ع م+02:00، ت ع م+03:00، أوروبا/ريغا ‏             |

## منظمات دولية مشتركة
يشترك البلدان في عضوية مجموعة من المنظمات الدولية، منها:
| علم المنظمة | اسم المنظمة                               | تاريخ انضمام إندونيسيا | تاريخ انضمام لاتفيا |
| ----------- | ----------------------------------------- | ---------------------- | ------------------- |
|             | مؤسسة التنمية الدولية                     | 20 أغسطس 1968          | 11 أغسطس 1992       |
|             | يونسكو                                    | 27 مايو 1950           | 9 يوليو 1951        |
|             | وكالة ضمان الاستثمار متعدد الأطراف        | 12 أبريل 1988          | 21 أغسطس 1998       |
|             | الأمم المتحدة                             | 28 سبتمبر 1950         | 17 سبتمبر 1991      |
|             | الفريق المعني برصد الأرض                  | ?                      | ?                   |
|             | الاتحاد البريدي العالمي                   | ?                      | ?                   |
|             | البنك الدولي للإنشاء والتعمير             | 13 أبريل 1967          | 11 أغسطس 1992       |
|             | المنظمة الهيدروغرافية الدولية             | ?                      | ?                   |
|             | الاتحاد الدولي للاتصالات                  | 1949                   | 11 ديسمبر 1921      |
|             | منظمة حظر الأسلحة الكيميائية              | ?                      | ?                   |
|             | مؤسسة التمويل الدولية                     | 23 أبريل 1968          | 29 سبتمبر 1993      |
|             | المركز الدولي لتسوية المنازعات الاستشارية | 28 أكتوبر 1968         | 7 سبتمبر 1997       |
|             | منظمة التجارة العالمية                    | ?                      | 1999                |
|             | منظمة الشرطة الجنائية الدولية             | 5 أكتوبر 1954          | ?                   |

## وصلات خارجية
- موقع وزارة الخارجية الإندونيسية
- موقع وزارة الخارجية اللاتفية